# Цех (виробництво)

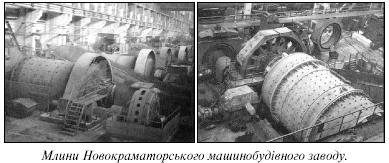
Цех подрібнення корисних копалин.

Цех (від сер.-в.-нім. zëch, zëche — «ряд, розташування», «об'єднання») — основна виробнича одиниця, відділ промислового підприємства. Цехом називають виробниче приміщення або окрему споруду, оснащене верстатами, іншим обладнанням; виробничий підрозділ заводів і фабрик, що виконує певну функцію або випускає певну категорію продукції, рідше — невелике самостійне виробниче підприємство.